# Улица Лиенес (Рига)
Улица Лие́нес (латыш. Lienes iela) — улица в Латгальском предместье города Риги, в микрорайоне Авоты. Пролегает в юго-восточном направлении, от улицы Красотаю до улицы Вагону. Общая длина улицы составляет 712 метров.
Начало и конец улицы замощены булыжником, средняя часть улицы заасфальтирована. Общественный транспорт по улице не курсирует, но перекрёстке с улицами Яня Асара и Августа Деглава есть остановки «Lienes iela».

## История
Впервые в городских адресных книгах Риги улица Лиенес встречается в 1877 году под названием Еленинская улица (нем. Helenstraße); первоначально она доходила лишь до современной улицы Плявас. Современный вариант названия был утверждён в 1923 году. Других переименований улицы не было.
В начале XX века улица Лиенес была продлена до улицы Валмиерас, после пересечения с которой продолжалась как улица Вагону. В 1935 году улица Вагону была спрямлена и продолжена до улицы Румпмуйжас (ныне улица Августа Деглава), при этом её участок, поворачивающий к улице Валмиерас, был отнесён к улице Лиенес, хотя в некоторых источниках по ошибке утверждается обратное.

## Застройка
- Дом № 1 — бывший доходный дом Б. Крамера (1913).
- Дом № 2 — деревянный доходный дом служащего Оскара Эйхмана (1896, архитектор Гейнрих Девендрус).
- Дом № 3 — бывший доходный дом А. Гришина (1914).
- Дом № 4 — деревянный доходный дом каменщика Карла Шнабовица (1896, архитектор Юлиус Пфейфер).
- Дом № 6 — деревянный доходный дом крестьянина Юриса Курземниекса (1896, архитектор К. Пекшенс).
- Дом № 7 — бывший доходный дом (1907, архитектор Вильгельм Бокслаф).
- Дом № 8 — бывший доходный дом (1901, архитектор Карл Фельско).
- Дом № 9 — бывший доходный дом Упита (1912, архитектор В. Бокслаф).
- Дом № 12 — бывший доходный дом (1912, архитектор Бернхард Биленштейн).
- Дом № 13 — деревянный доходный дом крестьянина Ю. Звирбулиса (1895, архитектор К. Пекшенс).
- Дом № 15 — деревянный доходный дом крестьянина Ф. Зирка (1896, архитектор К. Пекшенс).
- Дом № 16 — деревянный доходный дом крестьянина Ф. Зарринга (1896, архитектор Э. фон Тромповский; позднее дом был перестроен и обложен кирпичом).
- Дом № 17 и 17 k-1 — два деревянных доходных дома ремесленника Франца Майера (1896, архитектор Карл Фельско). В 1902 году надстроен второй этаж с верандой дома во дворе (архитектор Юлиус Пфейфер).
- Дом № 18 — деревянный доходный дом рабочего Андрея Целминга (1887, архитектор О. Дитце). В 1895 году пристроены правое и левое крыло (архитектор А. Эдельсон).
- Дом № 19 — деревянный доходный дом мещанина Михаила Розенфельда (1896, архитектор К. Фельско).
- Дом № 20 — деревянный доходный дом крестьянина Петериса Лапениекса (1898, архитектор Юлиус Пфейфер).
- Дом № 21 — деревянный доходный дом ремесленника Иогана Киллевица (1897, архитектор К. Пекшенс).
- Дом № 22 — деревянный доходный дом Оскара Кимма (1897, архитектор К. Пекшенс).
- Дом № 23 — деревянный доходный дом рабочего Микелиса Раковского (1896, архитектор К. Пекшенс).
- Дом № 25 — деревянный доходный дом каменщика Альфонса Корна (1896, архитектор Юлиус Пфейфер).
- Дом № 26 — бывший доходный дом (1901, архитектор К. Пекшенс).
- Дом № 27 — доходный дом крестьянина Дависа Бергманиса (1896, архитектор К. Пекшенс).

- На перекрёстке с улицей Красотаю действует выставочный зал «Koka Rīga» («Деревянная Рига»), экспозиция которого посвящена истории деревянных зданий и их реновации[8].

- Дом № 1
- Дом № 4
- Дома № 7 и 9
- Вид на дом № 12

## Прилегающие улицы
Улица Лиенес пересекается со следующими улицами:
- улица Красотаю
- улица Авоту
- улица Яня Асара
- улица Августа Деглава
- улица Мурниеку
- улица Плявас
- улица Валмиерас
- улица Нарвас
- улица Вагону